# Douglas DC-8
Douglas DC-8 er et 4-motorers jettrafikfly og Douglas' første passagerjetfly. Flyet var Douglas' svar på Boeing B707, som blev udviklet samtidig med DC-8. Da US Air Force afgav mange ordrer på KC-135-tankflyet hos Boeing (den militære variant af 707), kunne Boeing ikke iværksætte produktion en af den civile 707-udgave, hvilket gav Douglas mulighed for at introducere DC-8 på markedet før Boeing kunne levere den civile Boeing 707, der var billigere end DC-8.
Flyet blev dog ikke den helt store succes og formåede ikke at give Douglas en stærk placering på jetflysmarkedet. Mellem perioden 1958 frem til 1972 blev der produceret omkring 556 DC-8-fly, hvoraf 30 af dem stadig var i drift som fragtfly i januar 2011, mens der er færre Boeing 707-fly i drift. Flyet blev det primære fly blandt nogle selskaber, som ikke bestilte Boeing 707.
DC-8 var verdens største passagerfly indtil 1970, hvor Boeing 747 kom på markedet.

## Flyets historie

### Baggrund
Til trods for flyfabrikanternes guldalder tidligt i 1950'erne og indføringen af jetdrevne passagerfly med de Havilland Comet i 1949 var Douglas forsigtig med at tage skridtet ind i jetalderen. Dette skulle vise sig at koste firmaet dyrt i fremtidige salg. Douglas' valg må ses i sammenhæng med at selskabet i 1952 havde over 300 ordrer på den succesfulde Douglas DC-6 og den nyligt udviklede Douglas DC-7, som begge var propelfly.
I mellemtiden meldte Douglas sig i udbuddet om at levere tankfly til US Air Force (USAF). Douglas antog, at de kunne vinde, da udbud af transportfly traditionelt var blevet tildelt to forskellige selskaber. I maj 1954 udsendte det amerikanske luftvåben kravspecifikationerne for 800 tankfly til flyproducenterne Boeing, Douglas, Convair, Fairchild, Lockheed og Martin. Boeing var bare to måneder fra at have en prototype i luften. Før året var omme bestilte USAF de første af i alt 808 Boeing KC-135-tankfly, et derivat af Boeing 707.
Donald Douglas, manden bag selskabet, protesterede overfor Washington D.C. og hævdede, at selskaberne var blevet ført bag lyset fordi de ikke havde haft tid til at fuldføre projekterne før Boeing fik kontrakten. Douglas fik imidlertid ikke medhold. Dette førte til, at alle amerikanske tankfly i en tiårs periode blev leveret af Boeing, hvilket Douglas kunne mærke på økonomien. Til trods for nederlaget besluttede Douglas at fortsætte med udviklingen af flymodellen.

### Udvikling
Ved at konsultere flere flyselskaber kunne Douglas foretage de ønskede tilpasninger i designet. Selskabet meddelte, at de var i gang med udviklingen af et jetdrevet passagerfly med benævnelsen DC-8 i juni 1955. Dette var et år efter den første flyvning for Boeings model 367-80, den første prototype af Boeing 707. Projektet bestod i at udvide flyskroget cirka 38 cm for at få plads til 6 sæder i bredden, hvilket gjorde flyet lidt bredere end 707. Dette førte til en større vingeflade og et længere skrog. Omkostningerne forbundet med disse ændringer var store, og udviklingsprojektet var et af de dyreste, som et enkelt selskab gennemførte i den tid. Det økonomiske aspekt blev imidlertid løst ved at Donald Douglas skaffede 450 millioner USD fra egen lomme. Resultatet blev en model i fire forskellige versioner, alle med samme længde og vingespænd, men med forskellige varianter af motorer, brændstofkapacitet og maksimal vægt på mellem 120 og 130 ton.
I starten var de store flyselskaber tvivlende over for at skulle binde sig til de meget kostbare og teknisk vanskelige jetfly. På den anden side havde ingen råd til ikke at købe dem hvis konkurrenten gjorde det.
Denne problemstilling forsvandt i oktober 1955, da Pan Am satte både 20 Boeing 707 og 25 Douglas DC-8 i ordre. National Airlines, KLM, Eastern Air Lines, Japan Airlines og SAS valgte alene DC-8. Det første fly var færdig fra den nye fabrik i Long Beach i Californien og fløj for første gang den 30. maj 1958, lige efter at Boeing 707 var indtrådt i regulær tjeneste hos Pan Am. Hele testprogrammet involverede ni fly og førte frem til certificering af flytypen den 31. august 1959.
DC-8 blev taget i brug hos United Airlines og Delta Airlines den 18. september 1959, ét år efter Boeing 707. Uheldigvis for Douglas gjorde dette ene år Boeing til den ledende aktør på markedet, en position som først blev virkelig truet da Airbus kom på banen nogle årtier senere. Forspringet, som Boeing havde fået, førte til at salget af DC-8 indledningsvis gik relativt trægt. I begyndelsen af 1958 havde Douglas solgt 133 DC-8 mod Boeings 150 707, hvilket var gode tal, forholdene taget i betragtning. Totalt nåede Boeing et salg på omtrent dobbelt så mange 707 som Douglas nåede at sælge af DC-8 før produktionen af begge disse modeller ophørte.

## Modeller

### Tidlige modeller
- DC-8-10-serien Beregnet for indenrigsruter i USA med Pratt & Whitney JT3C-6 turbojetmotorer.
- 8-11 Havde originale vinger med høj luftmodstand. Blev senere konverteret til 8-12-standard.
- 8-12 Nye vinger, som forøgede den maksimale takeoff-vægt fra 120 til 123 ton.
- DC-8-20 Nye P&W JT4A-3 turbojetmotorer, som forøgede takeoff-vægten til 125 ton.
- DC-8-30-serien Designet for interkontinentale ruter med kraftigere P&W JT4A-motorer, mindre brændstofforbrug, stærkere skrog og landingsstel.
- 8-31 Blev certificeret i marts 1960 med P&W JT4A-9-motorer for en maksimal takeoff-vægt på 136 ton.
- 8-32 Lignede 8-31, men kunne have en maksimal takeoff-vægt på 140 ton.
- 8-33 Blev certificeret i november 1960 med P&W JT4A-11-turbojetmotorer. Modellen var modificeret til en flapindstilning på 1,5°, hvilket gjorde den mere effektiv ved høj hastighed. Den havde også stærkere landingsstel og en maksimal takeoff-vægt på 143 ton. Flere 8-31 og 8-32 blev senere opgraderet til denne standard.
- DC-8-40-serien Dette var verdens første passagerfly med turbofan-teknologi og denne serie er mere eller mindre den samme som 8-30-serien, men har Rolls-Royce Conway-motorer for bedre effektivitet, mindre støj og røg. Serien solgte dårligt i USA på grund af at motoren var udenlandsk. Selv om Conway overgik de fleste andre motorer ventede de amerikanske flyselskaber på den nye P&W JT3D-motor, som kom i begyndelsen af 1961.
- 8-41 Maksimal takeoff-vægt på 136 ton.
- 8-42 Maksimal takeoff-vægt på 140 ton.
- 8-43 Et helt nyt vingedesign gjorde flyet 19 km/t hurtigere. Dette design blev en del af alle fremtidige DC-8.
- DC-8-50-serien Denne serie havde et kortere skrog og P&W JT3D-motorer. Flere tidligere DC-8 fik også opgraderet motorerne til denne standard.
- 8-51 Maksimal takeoff-vægt på 126 ton og to motorvalg, P&W JT3D-1 eller den stærkere JT3D-3B.
- 8-52 Maksimal takeoff-vægt på 138 ton og to motorvalg, P&W JT3D-1 eller den stærkere JT3D-3B.
- 8-53 Maksimal takeoff-vægt på 142 ton og motoren JT3D-3B. Havde også et stærkere skrog.
- DC-8 Jet Trader Var en forstærket fragtversion af 8-50. Kun 15 blev bestilt af United Airlines.
- 8F-54 Maksimal takeoff-vægt på 143 ton og JT3D-3B motor.
- 8F-55 Maksimal takeoff-vægt på 147 ton og JT3D-3B motor.

Til trods for det store antal versioner havde samtlige DC-8'er samme skrog, og variationerne kunne findes ved motorer, vægt og detaljer. Douglas nægtede at forlænge eller forkorte skroget nævneværdigt og tabte markedsandele på dette i forhold til Boeing 707, som kom i flere lange og korte varianter.

### DC-8-60-serien
I april 1965 annoncerede Douglas en forlænget serie med strakt flykrop. Denne serie blev kendt som «Super Sixties.» Hele DC-8-programmet var nær ved at blive standset med mindre end 300 solgte fly da denne serie fik optimismen tilbage hos Douglas. Med en sædekapacitet på 250 passagerer blev dette fly verdens største passagerfly frem til Boeing 747's ankomst i 1970.
- 8-61 var designet for stor kapacitet og mellem rækkevidde. Det havde den samme maksimale takeoff-vægt og motorer som 8-53, og Douglas ofrede rækkevidde til fordel for kapacitet. Ved at forlænge skroget med hele 11 m, så flyet blev 57 m langt, fik det et vældigt magert udseende, hvilket var og fortsat er unikt.
- 8-62 Blev certificeret i april 1967. Det var forlænget to meter, og havde større rækkevidde end 8-61. Det fik også en meter bredere vinger, hvilket formindskede luftmodstanden og forøgede brændstofkapaciteten. Douglas modificerede motorkasserne, så de gav mindre modstand. Denne version havde kapacitet til 159 passagerer.
- 8-63 Var den endelige variant og blev sat ind i tjeneste i 1968. Den havde samme brændstofkapacitet som 8-62 og samme lange skrog som 8-61. Derudover havde den nye P&W JT3D-7 turbofan-motorer som gav en maksimal takeoff-vægt på næsten 159 ton og en rækkevidde på 7.600 km. Flere 8-63 blev senere konverteret til rene fragtfly.

Til trods for øget salg af DC-8, og meget gode salgstal for tomotorersflyet Douglas DC-9, blev Douglas tvunget til i 1967 at fusionere med McDonnell Aircraft Corporation til selskabet McDonnell Douglas.

#### Specifikationer 8-60-serien
|                        | DC-8-61                    | DC-8-62                    | DC-8-63                    |
| ---------------------- | -------------------------- | -------------------------- | -------------------------- |
| Passagerer:            | 259                        | 189                        | 259                        |
| Maksimal takeoff-vægt: | 147.400 kg                 | 158.800 kg                 | 161.000 kg                 |
| Maksimal rækkevidde:   | 7.482 km                   | 11.612 km                  | 8.945 km                   |
| Maksimal hastighed:    | 965 km/t                   | 965 km/t                   | 965 km/t                   |
| Længde:                | 57,12 m                    | 47,98 m                    | 57,12 m                    |
| Vingespænd:            | 43,40 m                    | 45,23 m                    | 45,23 m                    |
| Højde:                 | 13,10 m                    | 13,20 m                    | 13,10 m                    |
| Motorer:               | 4× Pratt & Whitney JT3D-3B | 4× Pratt & Whitney JT3D-7B | 4× Pratt & Whitney JT3D-7B |

### DC-8-70-serien
Alle de tidlige jetfly udviklede vældig meget støj efter nutidens standarder, og DC-8 var ingen undtagelse. Stigende trafik og skiftende offentlige holdninger førte til klager angående flystøj og forslag om at indføre restriktioner. I begyndelsen af 1966 kontaktede myndighederne i New York McDonnell Douglas angående deres bekymring om støj fra det da ufærdige DC-8-61. Flytypens operatører blev enige om at flyve til og fra New York med mindre vægt for at reducere støjen. I begyndelsen af 1970'erne blev lovgivning mod flystøj introduceret i flere lande, og 8-60-serien stod i fare for at blive udelukket fra mange store og vigtige lufthavne. Flere flyselskaber henvendte sig til McDonnell Douglas for at få en modifikation af DC-8, men selskabet foretog sig ikke noget.
Tredjepartsselskaber havde udviklet såkaldte hush kits ("stillepakker"), men der var ingen udvikling før i 1975, da General Electric begyndte at diskutere muligheden for å modificere flyene med nye og mere stille CFM56-motorer fra det fransk-engelske selskab CFM International til både Boeing 707 og Douglas DC-8 med flere store flyselskaber. Først efter dette begyndte McDonnell Douglas at udvikle 8-70-serien.
- 8-71 Ren opdatering af 8-61, med nye CFM56-2 motorer og ny motorkasse fra Grumman, men havde ikke den samme vingekonfiguration som 8-72 og 8-73. Flyet fik en noget mindre maksimal takeoff-vægt på grund af de tungere motorer.
- 8-72 Ren opdatering af 8-62, med ny CFM56-2 motor og ny motorkasse fra Grumman.
- 8-73 Ren opdatering af 8-63, med ny CFM56-2 motor og ny motorkasse fra Grumman.

Alle tre modeller blev certificeret i 1982 og i alt blev 110 fly fra 8-60-serien konverteret før modifikationsprogrammet blev afsluttet i 1986. 8-70-serien blev en stor succes, og var ca. 70 % mere tyst end 8-60-serien, hvilket gjorde den til det mindst støjende firemotorers fly på den tid. Udover at være mere stille og kraftigere var CFM56-motorerne 20 % mere brændstoføkonomiske end P&W JT3D, hvilket nedbragte omkostningerne og udvidede rækkevidden.

#### Specifikationer 8-70-serien
|                   | DC-8-71                        | DC-8-72                        | DC-8-73                        |
| ----------------- | ------------------------------ | ------------------------------ | ------------------------------ |
| Passasgerer:      | 269                            | 201                            | 269                            |
| Maks. rækkevidde: | -                              | -                              | 8.950 km                       |
| Flyvehastighed:   | 802 km/t (Maks. 889 km/t)      | 802 km/t (Maks. 889 km/t)      | 802 km/t (Maks. 889 km/t)      |
| Længde:           | 57,12 m                        | 47,98 m                        | 57,12 m                        |
| Vingespænd:       | 43,40 m                        | 45,23 m                        | 45,23 m                        |
| Højde:            | 13,10 m                        | 13,20 m                        | 13,10 m                        |
| Motorer:          | 4× CFM International CFM56-2C5 | 4× CFM International CFM56-2C5 | 4× CFM International CFM56-2C5 |

## Antal fremstillede fly
Antal fly fremstillet i alt er 566:
|                  | DC-8-10      | DC-8-20           | DC-8-30          | DC-8-40       | DC-8-50                                          | DC-8-60                                                             | DC-8-70                                                             |
| ---------------- | ------------ | ----------------- | ---------------- | ------------- | ------------------------------------------------ | ------------------------------------------------------------------- | ------------------------------------------------------------------- |
| Fremstillede:    | 28           | 34                | 57               | 32            | 88                                               | 262 (inklusive 8-70-serien)                                         | 110 konverteret fra 8-60                                            |
| Første flyvning: | 30. maj 1958 | 29. november 1958 | 21. februar 1959 | 23. juli 1959 | 8-50 – 20. december 1960 8-55 – 20. oktober 1962 | 8-61 – 14. marts 1966 8-62 – 29. august 1966 8-63 – 29. august 1966 | 8-71 – 15. august 1981 8-72 – 2. december 1981 8-73 – 4. marts 1982 |

## DC-8 hos SAS
Da SAS var en stor stamkunde hos Douglas, blev det DC-8'eren, som skulle være det første langdistancejetfly hos SAS. Den første blev leveret i 1960 og bragte bl.a. flyveturen mellem København og Tokyo ned til 16 timer, hvorimod det med tidligere propelmodeller som DC-6 og DC-7 tog dobbelt så lang tid. Flyet gjorde i forskellige versioner tjeneste i 27 år, dvs. til 1987 hos SAS, indtil det blev erstattet af DC-10 og Boeing 747. Mange af DC-8-flyene blev overført til det af SAS ejede charterselskab Scanair.